# Eve Arnold
Eve Arnold (Philadelphia, 21 april 1912 – Londen, 4 januari 2012), geboren als Eve Cohen, was een Amerikaans persfotografe. In 1951 werd ze het eerste vrouwelijke lid van de fotocoöperatie Magnum Photos, waarvan ze in 1957 volwaardig lid werd. 

## Biografie
Arnold was een van de negen kinderen van Joodse ouders die uit Rusland waren geëmigreerd. Haar interesse voor fotografie begon in 1946 bij een ontwikkelcentrale in New York.
In 1948 volgde ze zes weken fotografielessen aan de New School for Social Research. Ze kreeg daar les van Alexey Brodovitch, destijds artistiek directeur van Harper's Bazaar. In datzelfde jaar trouwde ze met industrieel ontwerper Arnold Arnold, van wie ze later weer scheidde. Samen kregen ze een zoon.
Arnold maakte foto's van Marilyn Monroe, Elizabeth II, Malcolm X, en Joan Crawford. Ze bezocht daarnaast landen als China, Rusland, Zuid-Afrika en Afghanistan. In begin jaren 70 verhuisde ze met haar zoon naar Engeland. Ze kreeg een baan bij de krant The Sunday Times, waar ze serieus met kleurenfotografie aan de slag ging.
In 1980 had ze haar eerste solo-expositie in het Brooklyn Museum in New York. Ze ontving in dat jaar tevens de Lifetime Achievement Award van de American Society of Magazine Photographers. Arnold werd in 2003 onderscheiden met een benoeming tot Officier in de Orde van het Britse Rijk.
In de jaren tot haar dood kon Arnold vanwege haar ziekte geen camera meer vasthouden. Ze vertelde in een interview met Anjelica Huston dat ze haar tijd doorbracht met lezen, vooral boeken van Fjodor Dostojevski, Thomas Mann en Leo Tolstoj. Op 4 januari 2012 overleed Eve Arnold op 99-jarige leeftijd.
- Bibsys: 90108317
- Biblioteca Nacional de España: XX4708254
- Bibliothèque nationale de France: cb13168544x (data)
- CiNii: DA0391173X
- Dictionary of Australian Artists: eve-arnold
- Gemeinsame Normdatei: 118841238
- International Standard Name Identifier: 0000 0001 1867 6664
- Library of Congress Control Number: n50002391
- Nationale Bibliotheek van Letland: 000187603
- Bibliotheek van het Japanse parlement: 00431740
- Nationale Bibliotheek van Tsjechië: jn20000600420
- Nationale Bibliotheek van Israël: 987007462822805171
- Nederlandse Thesaurus van Auteursnamen: 069578788
- PIC: 2101
- RKD-Nederlands Instituut voor Kunstgeschiedenis: 203701
- LIBRIS: 349686
- SNAC: w6mb0zz0
- Système universitaire de documentation: 026691450
- Museum of New Zealand Te Papa Tongarewa: 5086
- Trove: 787975
- Union List of Artist Names: 500079070
- Virtual International Authority File: 100304314
- WorldCat: E39PBJwRQ3PxbypCpVkmX7mTpP